# Friesland: Gegenströmung
Gegenströmung ist ein deutscher Fernsehfilm von Marc Rensing aus dem Jahr 2020. Diese elfte Folge der Fernsehreihe Friesland wurde am 19. Dezember 2020 erstmals ausgestrahlt. Nachdem schon vorher Figuren der Serie in zwei Folgen (Morderney und Wellenbrecher) der Krimiserie Wilsberg zu sehen waren, ist Gegenströmung das dritte Cross-over mit dieser Krimireihe.

## Handlung
An Bord einer privaten Motoryacht gerät eine junge Frau mit einem Mann in Streit. Dieser schlägt sie nieder. Am nächsten Morgen findet der Streifenpolizist Oberkommissar Henk Cassens beim Joggen die noch immer bewusstlose junge Frau am Ufer der Ems. Sie hat weder Ausweis noch Handy bei sich. Als sie zu sich kommt, sagt sie, dass sie nicht wisse, was ihr widerfahren ist. Sie könne sich nicht einmal mehr daran erinnern, wer sie ist. Cassens nimmt sie mit aufs Polizeipräsidium und versucht im Hafen vergeblich, anhand eines Fotos, das er herumzeigt, ihre Identität zu klären. Derweil nutzt sie seine Abwesenheit und die Unaufmerksamkeit von Dienststellenleiter Jan Brockhorst zur Flucht.
Der aus der ZDF-Reihe Wilsberg bekannte Münsteraner Kommissar Overbeck macht gerade Urlaub in Leer, da er seit ihren ersten Zusammentreffen auf Norderney (in den Wilsberg-Folgen Morderney und Wellenbrecher) von Apothekerin Insa Scherzinger schwärmt. Er will ihr Herz erobern, unter anderem, indem er Yunus Özlügül ein Boot abkauft, das er ihr zu Gefallen „Insa“ nennen möchte. Dass das Boot in einem schlechten Zustand ist und Yunus ihm dafür einen viel zu hohen Preis abgeknöpft hat, bemerkt er erst später. Als er sich in seiner gewohnt großspurigen Art in Cassens Ermittlungsarbeit einmischt, kann er dem sichtlich genervten Kollegen tatsächlich weiterhelfen: Auf dem Foto erkennt er die junge Frau wieder, die angeblich ihr Gedächtnis verloren hat. Es ist die bundesweit zur Fahndung ausgeschriebene radikale Öko-Aktivistin Kerstin Wittmar.
Wittmar versteckt sich bei ihrem Gesinnungsgenossen Tim Petersen. Beide planen einen Anschlag auf das in der Nähe befindliche Emssperrwerk. Die junge Frau zeigt sich davon überzeugt, dass solche Aktionen erforderlich seien, um angesichts einer immer weiter um sich greifenden Umweltzerstörung deutlich sichtbare Zeichen zu setzen.
Als Cassens auch Yunus Özlügül das Foto von Wittmar zeigt, erfährt er, dass sich die Gesuchte in der Nacht im Hafen aufgehalten hat. Als der Polizist die Yacht in Augenschein nimmt, auf der Özlügül sie gesehen hat, entdeckt er Blutspuren, die offenbar bei einer eiligen Reinigung des Schiffes übersehen worden sind. Die Yacht gehört Johannes Siefke, dem Sicherheitschef des Sperrwerks. Als Cassens den Mann aufsuchen will, erfährt er, dass Siefke nicht zur Arbeit erschienen ist. Darüber scheinen aber weder der arrogante Sperrwerk-Chef Uwe Teek, der dieses Amt erst seit kurzem ausübt, noch seine Assistentin Paulina Kempf sonderlich beunruhigt zu sein. Auch die Aktivistin Wittmar wollen sie nicht kennen.
Overbeck und Insa finden auf Overbecks neuem Boot Siefkes Leiche. Er wurde anderswo erstochen und später dort versteckt. Für Hauptkommissar Brockhorst ist der Fall klar: Er geht davon aus, dass Wittmar die Täterin ist. Er will den heiklen Fall so schnell wie möglich ans Landeskriminalamt (LKA) abgeben. In dieser Ansicht wird er bestärkt, als Teek und Kempf gemeinsam auf der Wache erscheinen und die Aktivistin, aber auch den verstorbenen Siefke belasten. Dieser habe Wittmar auf dem Sperrwerksgelände erwischt, sie dann aber laufen lassen – möglicherweise, um im Gegenzug sexuelle Gefälligkeiten von ihr zu erhalten.
Cassens, der an Wittmars Täterschaft zweifelt und sie finden will, stattet Petersen einen Besuch ab, weil dieser ihm als Betreiber eines radikalökologischen Blogs bekannt ist. Nachdem er Wittmar tatsächlich auf Petersens Grundstück entdeckt hat, kann diese fliehen.
Während Petersen von der Polizei verhört wird, ohne etwas preiszugeben, trifft sich Wittmar mit Teeks Assistentin Kempf in deren Auto. Kempf ist in die Anschlagspläne eingeweiht. Wittmar will die Aktion aber um einige Monate verschieben, da sie glaubt, dass der Verdacht ansonsten sofort auf Petersen fallen würde. Das aber lehnt Kempf vehement ab, was Wittmar misstrauisch werden lässt. Während Kempf außerhalb des Fahrzeugs aufgeregt mit Petersen telefoniert, durchsucht Wittmar ihre Handtasche und findet neben einer Visitenkarte von Henk Cassens und einer Pistole ein Foto, das Kempf in vertrauter Pose mit Petersens verstorbenem jüngeren Bruder zeigt. Als sie die Frau darauf anspricht, erfährt sie, dass sie und Petersens Bruder verlobt waren. Wittmar beginnt zu ahnen, dass Kempf und Petersen andere Motive für den geplanten Anschlag haben als sie selbst. Das bestätigt sich, als Kempf sie mit einem schweren Kreuzschraubenschlüssel angreifen will. Wittmar läuft davon.
Cassens eilt zum Sperrwerk, um Teek vor dem bevorstehenden Anschlag zu warnen. Er trifft aber lediglich auf Kempf, die behauptet, dass ihr Chef den ganzen Tag lang Außentermine wahrnimmt. Im Übrigen seien die Sicherheitsvorkehrungen des Sperrwerks ausreichend. Da erhält er einen Anruf von Wittmar, die ihn um ein Treffen im Hafen bittet. Dort gesteht die Aktivistin die Anschlagspläne und offenbart Cassens auch die Mittäterschaft von Teeks Assistentin. Als sie von Cassens erfährt, dass Siefke ermordet wurde, ist sie sichtlich geschockt – und beide glauben nun zu wissen, was sich wirklich zugetragen hat: Kempf hat mitbekommen, wie der Sicherheitschef die Aktivistin auf dem Sperrwerksgelände ertappt hat, ist beiden bis zu Siefkes Yacht gefolgt und hat Petersen informiert, der Siefke daraufhin umbrachte, um zu verhindern, dass dieser zur Polizei geht, weil das gleichbedeutend mit einem Scheitern der Anschlagspläne gewesen wäre.
Bestatter Wolfgang Habedank hat derweil erfolgreich mit Gesa Vogt angebandelt, der resoluten neuen Chefin der Bootswerft, auf der Yunus Özlügül arbeitet. Als er zufällig ein verdächtiges Telefongespräch Vogts mit einem Unbekannten belauscht, schöpft er den Verdacht, dass sie etwas mit dem Mord an Siefke zu tun haben könnte und nur deshalb eine Affäre mit ihm begonnen hat, weil er einen guten Draht zur örtlichen Polizei hat. Gemeinsam mit Scherzinger, die er ins Vertrauen zieht, gibt Habedank Hauptkommissar Brockhorst einen entsprechenden Tipp, den dieser aber nicht verfolgen will, da er den Fall noch immer so schnell wie möglich ans LKA abgeben möchte. Daraufhin bricht Habedank gemeinsam mit Scherzinger und dem zufällig hinzugekommenen Overbeck in Vogts Wohnung ein. Statt Beweisen finden sie dort die bewusstlose Vogt. Als diese wieder zu sich kommt, gibt sie an, von Teek niedergeschlagen worden zu sein und weiht das Trio in die Hintergründe ein: Teek, Siefke und sie selbst kennen sich demnach aus ihrer gemeinsamen Zeit bei einer Schiffsbaufirma. Deren Geschäftsführer war Teek, sie war seine Assistentin und Siefke der Leiter der Personalabteilung. Weil Teek beim Brandschutz gespart hatte, kam es zu einem Feuer in der Firma, bei dem Menschen ums Leben kamen. Vogt und Siefke halfen ihm dabei, seine Verantwortung zu vertuschen, wofür Teek ihr im Gegenzug die Geschäftsführerposition in der Werft und ihm den Posten des Sicherheitschefs des Sperrwerks verschaffte, dessen neuer Chef er selbst wurde. Siefke wollte sein Wissen aber darüber hinaus nutzen, um von Teek so viel Geld zu erpressen, dass er nicht mehr hätte arbeiten müssen. Bei diesem Plan sollte Vogt ihm mit Beweismaterial helfen, das sie vorsichtshalber zurückbehalten hatte, um weiter etwas gegen Teek in der Hand zu haben. Nach Siefkes Tod bekam sie Angst und drohte dem Sperrwerkchef in dem Telefongespräch, das Habedank belauschte – woraufhin Teek sie in ihrer Wohnung aufsuchte, niederschlug und das Beweismaterial an sich brachte. Allerdings verfügt sie noch über Kopien davon.
Inzwischen haben auch Cassens und Wittmar von dem Feuer in dem Schiffsbaubetrieb erfahren. Der Polizist findet heraus, dass unter den Toten des Unglücks Tim Petersens Bruder Mathias war, Paulina Kempfs Verlobter. Wittmar weiß nun endgültig, dass es ihren beiden Mitverschwörern nicht um Weltverbesserung geht, sondern um persönliche Rache, für die aber letztlich sie, die polizeibekannte Öko-Aktivistin, verantwortlich gemacht werden soll.
Inzwischen haben Kempf und Petersen Teek in ihre Gewalt gebracht und ihn in die Ruine seines abgebrannten Betriebs verschleppt. Dort fixieren sie ihn mitsamt einem Sprengkörper auf einem Stuhl und konfrontieren ihn mit dem Vorwurf, Mathias Petersen und weitere Menschen auf dem Gewissen zu haben. Teek versucht vergeblich, seine Entführer vom Gegenteil zu überzeugen – sie sind offensichtlich fest entschlossen, ihn aus Rache zu töten und schalten die Bombe scharf. Auch in einem Betriebsraum des Sperrwerks befindet sich eine Bombe. Diese wird per Funk ebenfalls scharfgeschaltet. Ein Countdown von einer Minute beginnt.
Cassens kommt hinzu. Es gelingt ihm, Petersen zu überwältigen, der daraufhin Kempf beschuldigt, Siefke erstochen zu haben. Er selbst habe nur die Leiche versteckt. Kempf, die mit ihrer Pistole im Anschlag verhindern will, dass die Bomben entschärft werden, wird überraschend von Wittmar niedergerungen, die nicht draußen im Polizeiwagen gewartet hat. Als Petersen erkennt, dass er ansonsten gemeinsam mit allen anderen im Raum sterben würde, nennt er den Code, mit dem sich die beiden Bomben entschärfen lassen. Der Countdown stoppt buchstäblich in letzter Sekunde. Nun treffen Brockhorst und weitere Polizeibeamte ein und nehmen Kempf, Petersen und Wittmar fest. Aber auch Teek wird abgeführt. Habedank, Scherzinger und Overbeck haben es offenbar mittlerweile geschafft, Brockhorst davon zu überzeugen, dass die von Vogt gesammelten Beweise gegen ihn stichhaltig sind. Ob Siefke von Petersen oder Kempf erstochen wurde, bleibt offen. Wittmar kann – zumindest nach Ansicht von Cassens – wegen ihrer tatkräftigen Unterstützung der Polizei auf eine Bewährungsstrafe hoffen.
Overbeck ist es nicht gelungen, Insa Scherzinger für sich zu gewinnen. Zwischen ihm und den Leeranern besteht nun aber eine Art Freundschaft – zumindest verbringen sie gemeinsam Zeit auf Overbecks Boot. Als der Kommissar aus Münster aber ankündigt, weitere zwei Wochen Urlaub zu haben und diese in Friesland verbringen zu wollen, lässt das Minenspiel von Scherzinger, Cassens und Habedank (dessen Affäre mit Vogt beendet ist) darauf schließen, dass sie von dieser Ankündigung nicht gerade begeistert sind.

## Produktion
Die Dreharbeiten zu Gegenströmung fanden im Zeitraum vom 20. August bis zum 20. September 2019 unter dem Arbeitstitel Friesland XI in verschiedenen Orten in Leer, am Emssperrwerk in Gandersum, im Yachtclub in Greetsiel sowie in Köln und Umgebung statt.

## Rezeption

### Kritiken
Tilmann P. Gangloff lobt auf tittelbach.tv: „Immer wieder sorgen die Hauptdarstellerinnen und Hauptdarsteller durch kleine Gesten für heitere Momente; selbst die Kühe scheinen auf sein Kommando (des Regisseurs) zu hören. So etwas kann erfahrungsgemäß leicht aufgesetzt wirken, aber gerade Vörtler und Scherzinger spielen das wunderbar beiläufig. Die Besetzung der Gastrollen ist von ausgesuchter Sorgfalt, was in diesem Fall besonders wichtig ist, weil auch Nebenfiguren wie die Assistentin (Annika Ernst) des Sperrwerkleiters oder die Geschäftsführerin (Bianca Hein) einer Werft entscheidenden Anteil am von Rachsucht geprägten und immer ereignisreicheren Verlauf des Films haben; die Handlung mündet schließlich in ein fesselndes Finale mit gleich zwei Countdowns.“
„Die Humor-Brise weht diesmal noch kräftiger als sonst“, meinten die Kritiker der Fernsehzeitschrift TV Spielfilm über den Film und bewerteten diesen mit dem Daumen nach oben.
Frank Jürgens zeigt sich in seiner Kritik für die Neue Osnabrücker Zeitung nicht sonderlich begeistert vom breiten Raum, den der Auftritt der Gastfigur Overbeck einnimmt. „Da tritt der eigentliche Fall [...], der mit dem umstrittenen Emssperrwerk einen heimlichen Hauptdarsteller hat, mitunter unnötig in den Hintergrund.“ Er vergab für den Film vier von sechs möglichen Punkten.

### Einschaltquoten
Die Erstausstrahlung von Friesland: Gegenströmung am 19. Dezember 2020 wurde in Deutschland insgesamt von 7,71 Millionen Zuschauern gesehen und erreichte einen Marktanteil von 22,3 % für das ZDF.

## Sonstiges
Nachdem sie in der vorherigen Folge nur einen sehr kurzen Auftritt hatte, tritt Henk Cassens Partnerin Süher Özlügül dieses Mal überhaupt nicht in Erscheinung. Grund ist die Babypause von Darstellerin Sophie Dal. Laut Drehbuch ist die Polizistin im Urlaub.
Insa Scherzinger hat erstmals eine Mitarbeiterin: Melanie Harms (gespielt von Tina Pfurr) ist überaus akribisch und selbstbewusst und tritt schon nach kurzer Zeit auf, als sei sie die eigentliche Chefin der Apotheke. Die neue Figur wird eingeführt, um eine ebenfalls wegen einer Babypause bevorstehende Abwesenheit von Theresa Underberg zu überbrücken.
Im Gespräch mit Overbeck gibt Henk Cassens an, ursprünglich nicht aus Ostfriesland, sondern aus Hannover zu stammen.

## Running Gag
Als Running Gag ist in einer Hafen- oder Wasserszene jeder Folge, meist in einer Dialogpause, dasselbe kurze Delfingeräusch off camera im Hintergrund hörbar. In Gegenströmung erklingt es nach 12:15 Minuten.